# Ganz-mauzóleum
A Ganz-mauzóleum a budapesti Fiumei úti sírkert egyik nagy méretű síremléke.

## Története
A svájci származású Ganz Ábrahám, a magyar vasúti kerékgyártás atyja 1867-ben tragikus körülmények között önkezével vetett véget életének. Felesége,  Ganz Jozefina 1868-ban Pest városához fordult, hogy díszsíremlékhelyet vásárolhasson férje számára. Miután a város ezt megadta, az özvegy a Fiumei úti sírkert délnyugati sarkában sírhelyet vásárolt, majd megbízta – a korábban a család részére már dunaparti bérházat tervező – Ybl Miklóst, hogy készítse el a mauzóleum tervét. Ybl kupolás, neoreneszánsz stílusú síremléket tervezett, amelynek felső részén egy kápolna került kialakításra Ganz Ábrahám mellszobrával, alsó részét – amelyhez belül lépcső vezet le – foglalja el a kripta a kőszarkofágokkal. Az 1868–1869-ben (más források szerint 1872-ben) zajló kivitelezési munkálatokat Hofhauser Lajos építőmester felügyelte. Az építkezés korabeli értékben 50 000 forintot emésztett fel. 1913-ban itt helyezték az özvegyet is nyugalomra.
A mauzóleumot 1991 és 1996 között felújították, és 1997 óta műemléki védelem alatt áll. A Nemzeti Örökség Intézete külön füzetet készített a síremlék szélesebb körben való megismertetésére (Ganz-mauzóleum. NÖRI-füzetek 7., Nemzeti Örökség Intézete, Budapest, 2019). A Ganz-mauzóleum belső részét általában zárva tartják, nem látogatható.

## Képtár

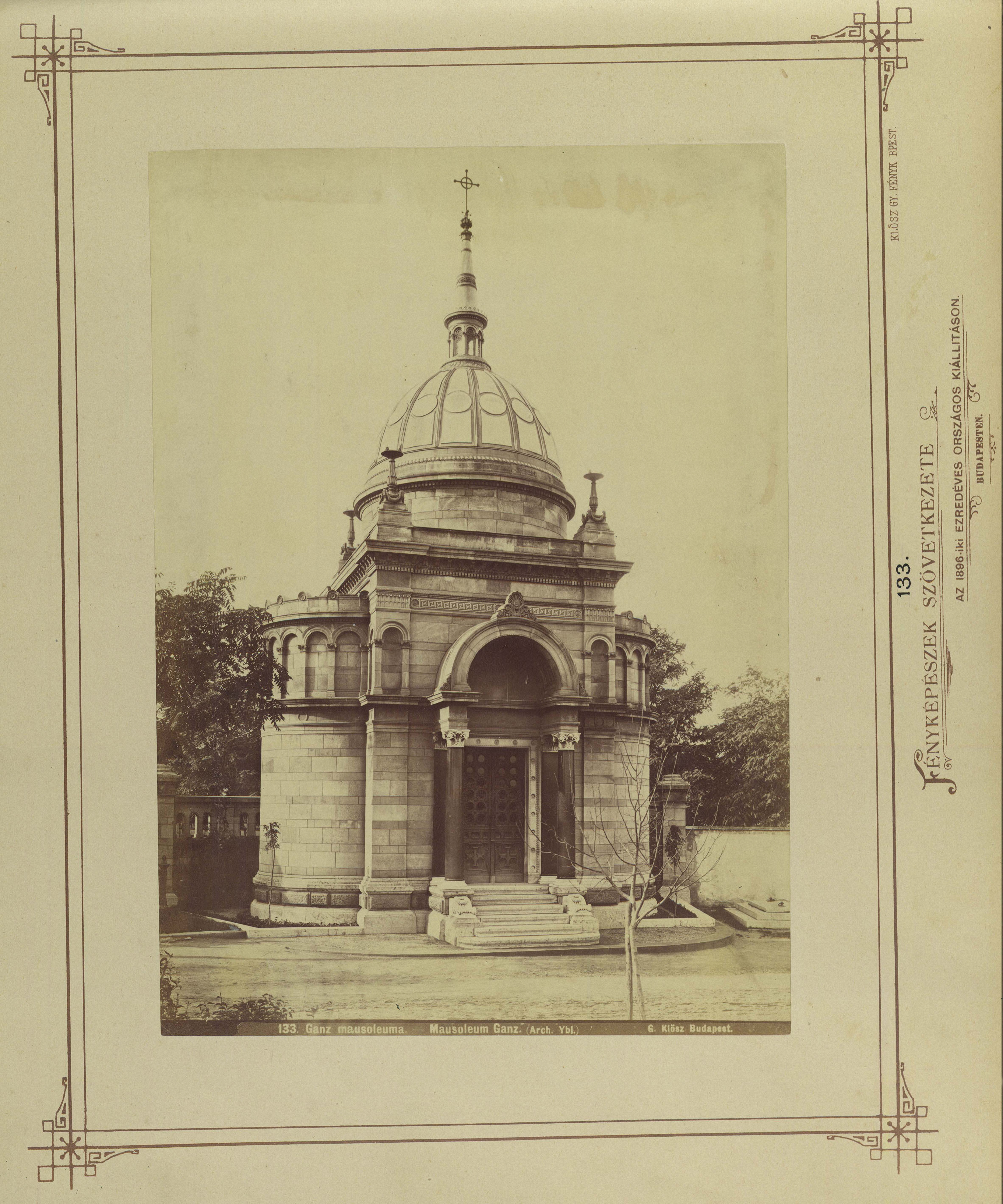
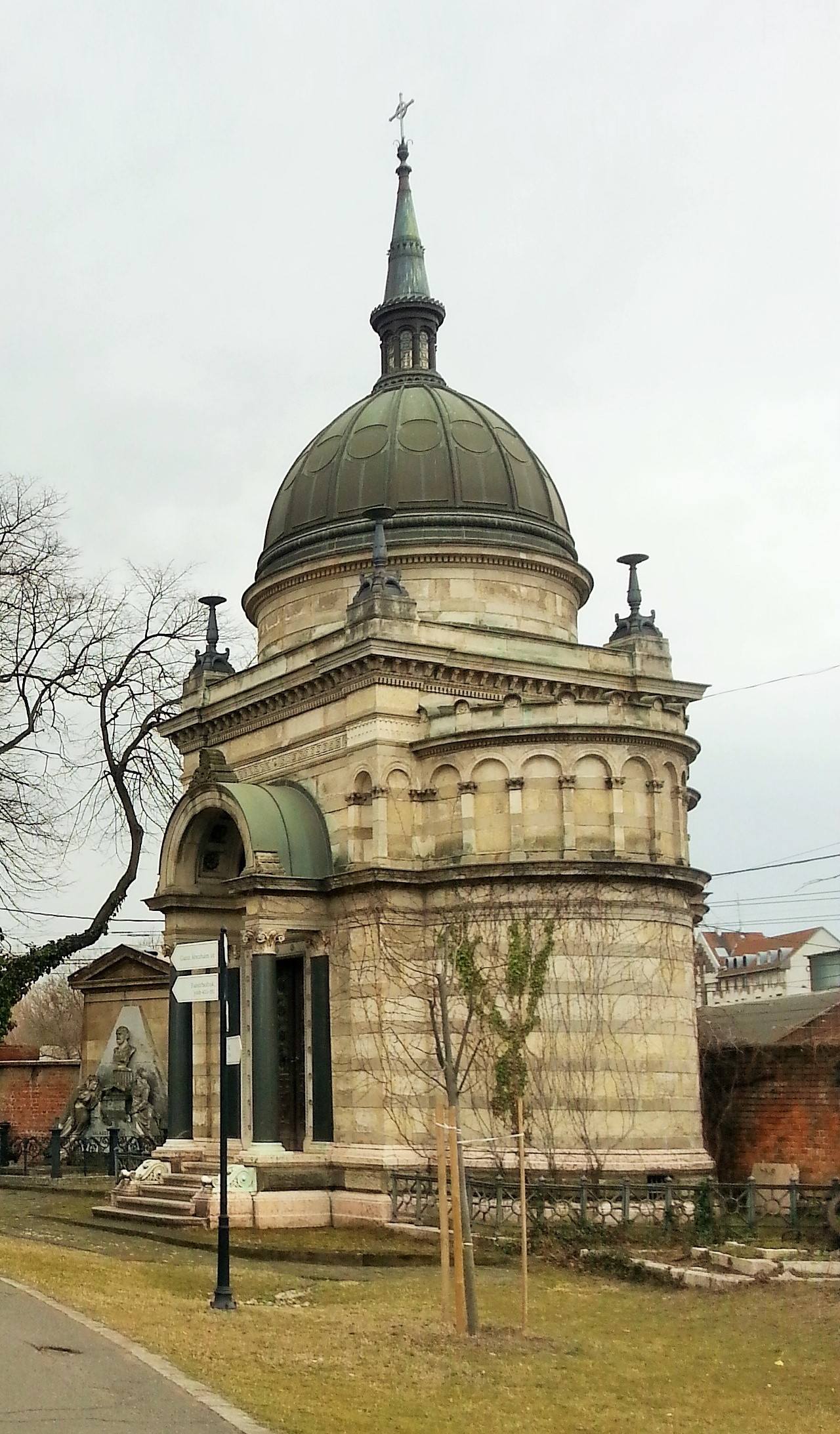
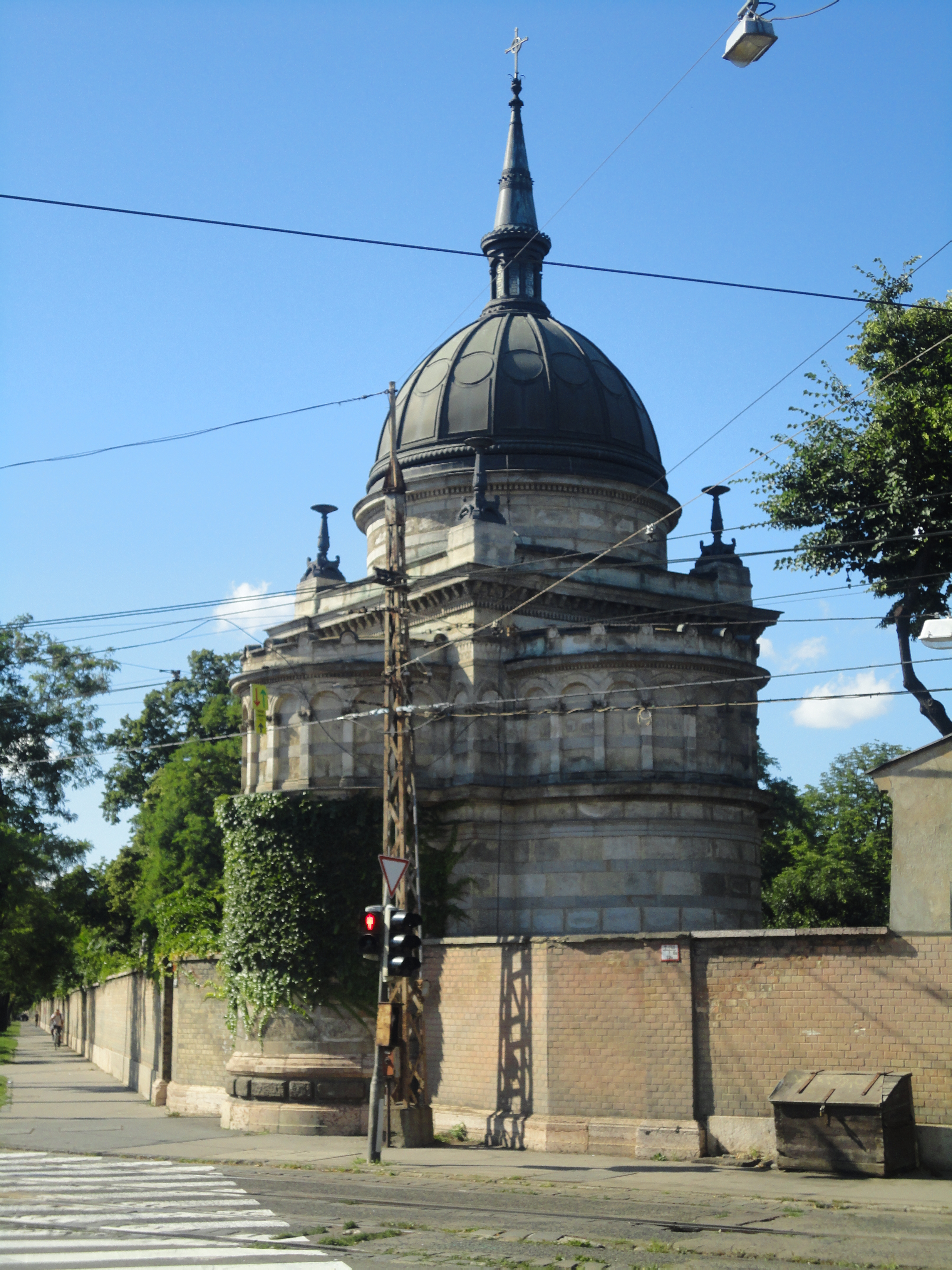
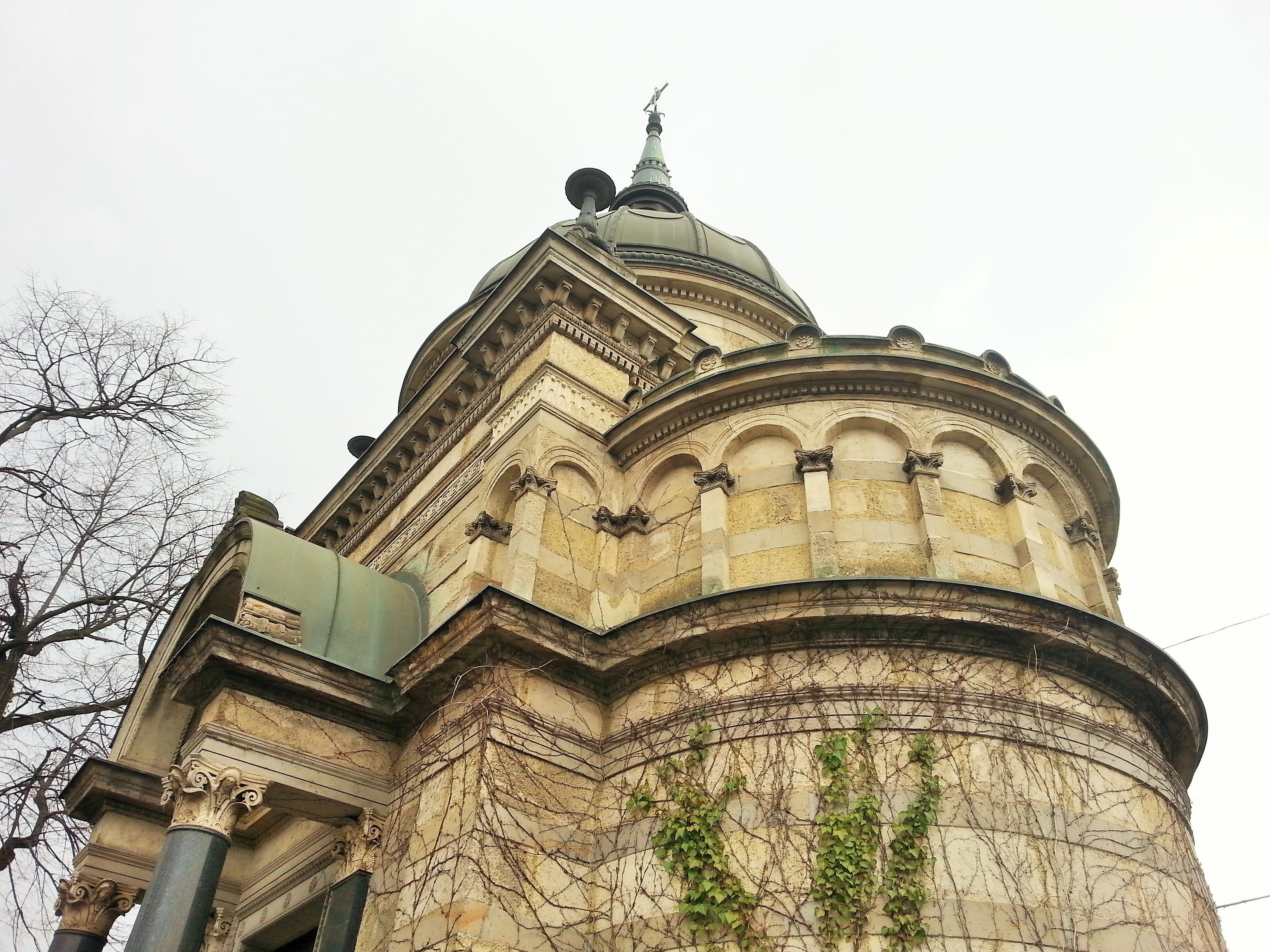
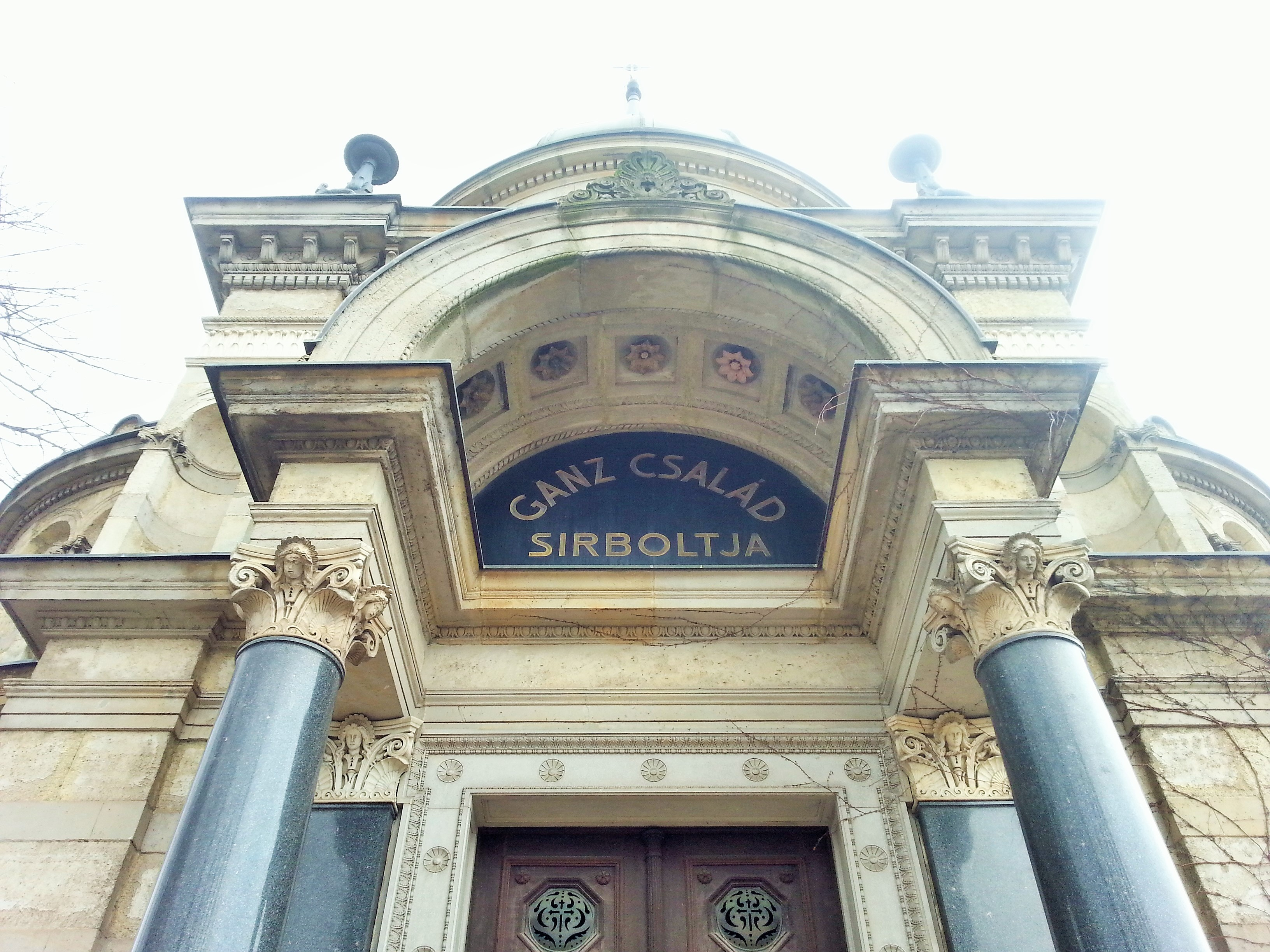
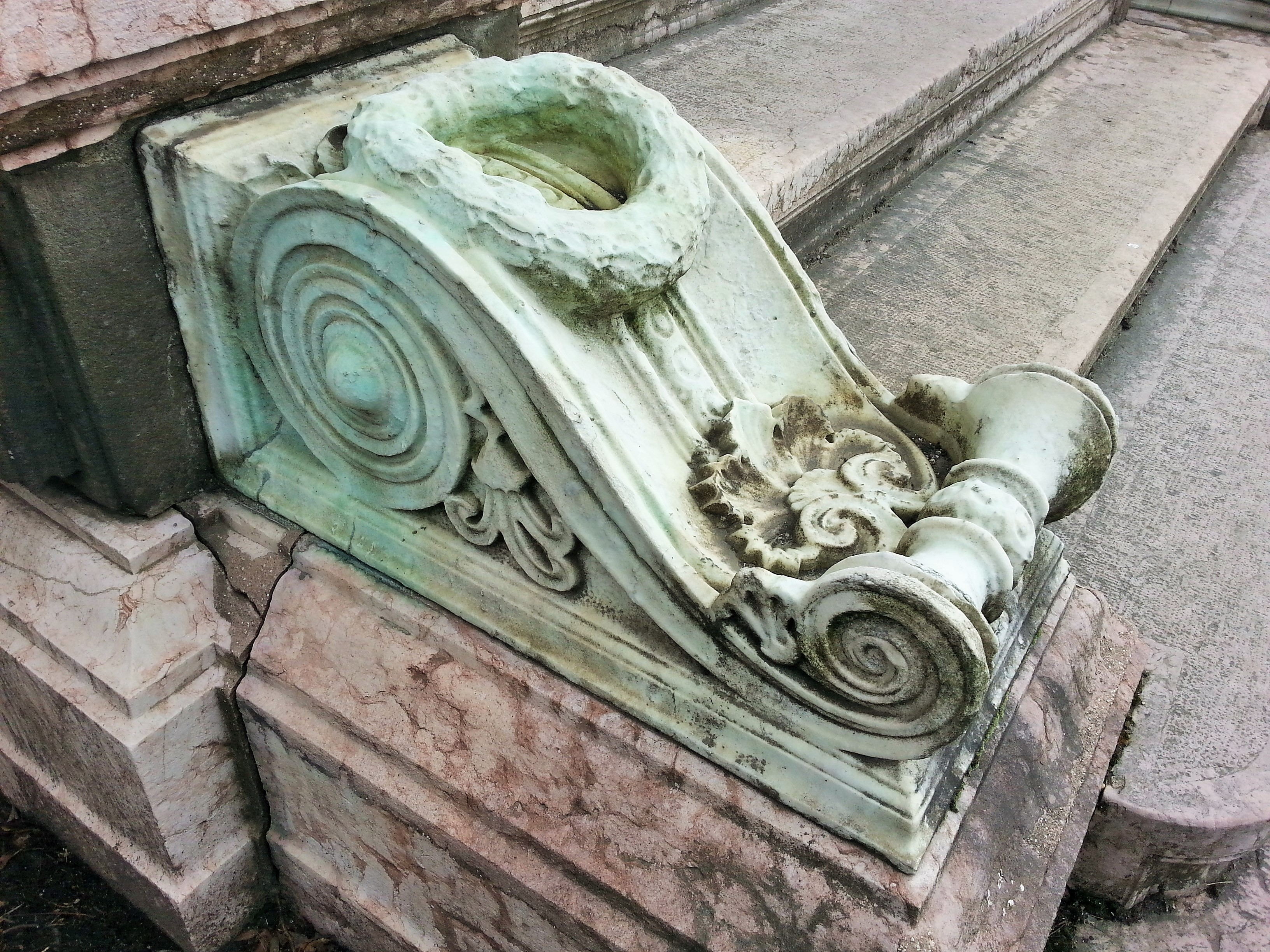
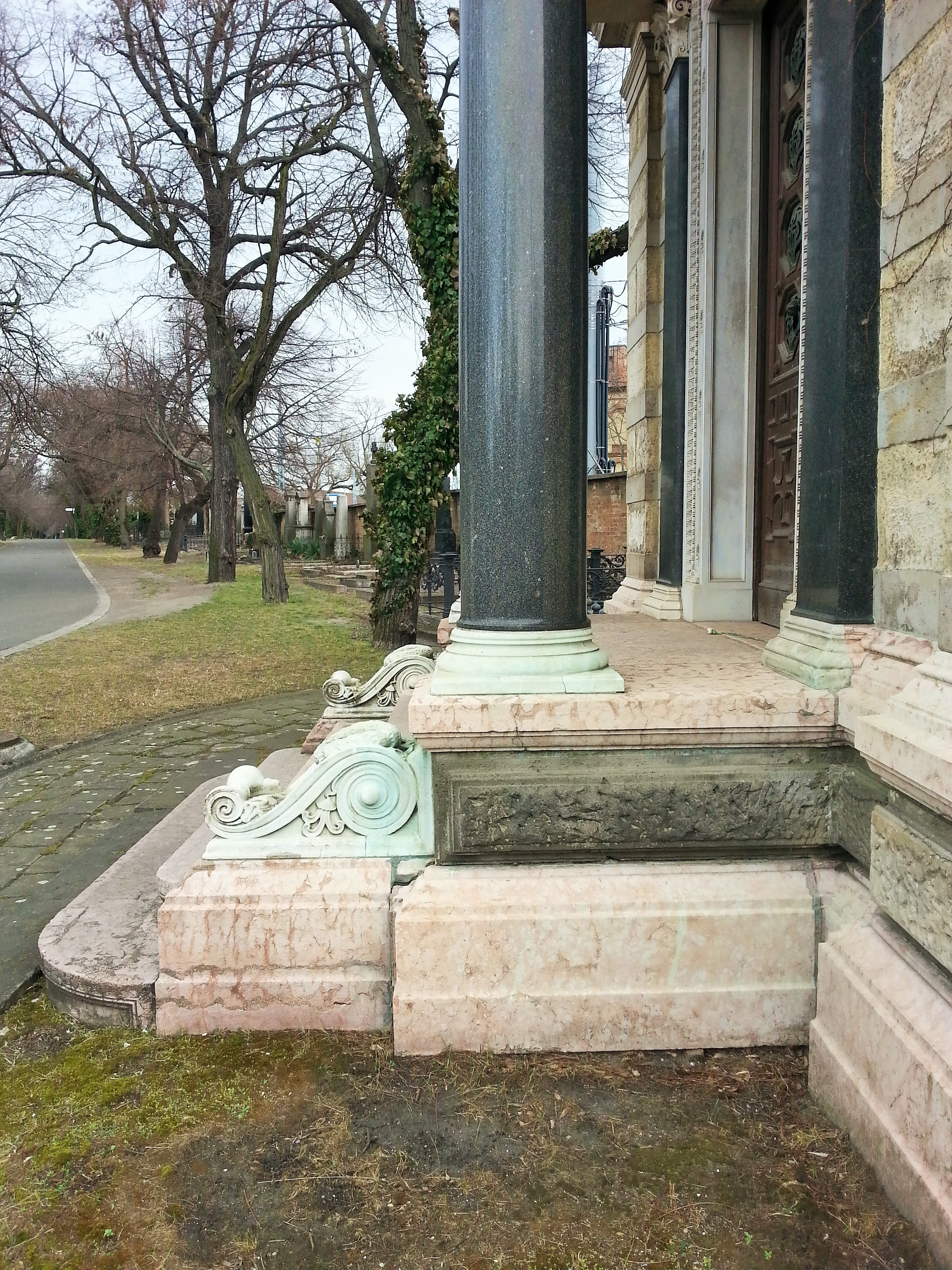
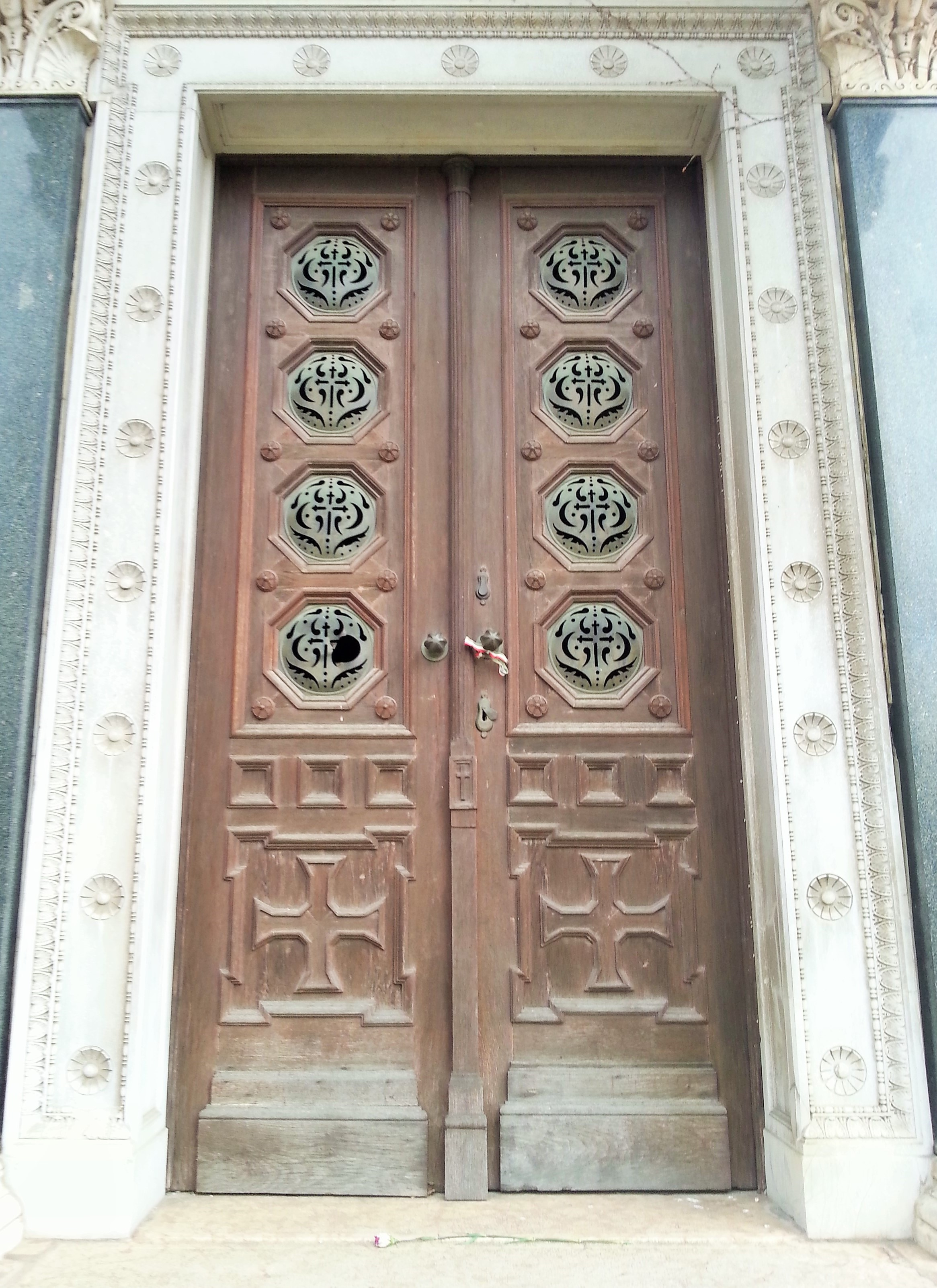
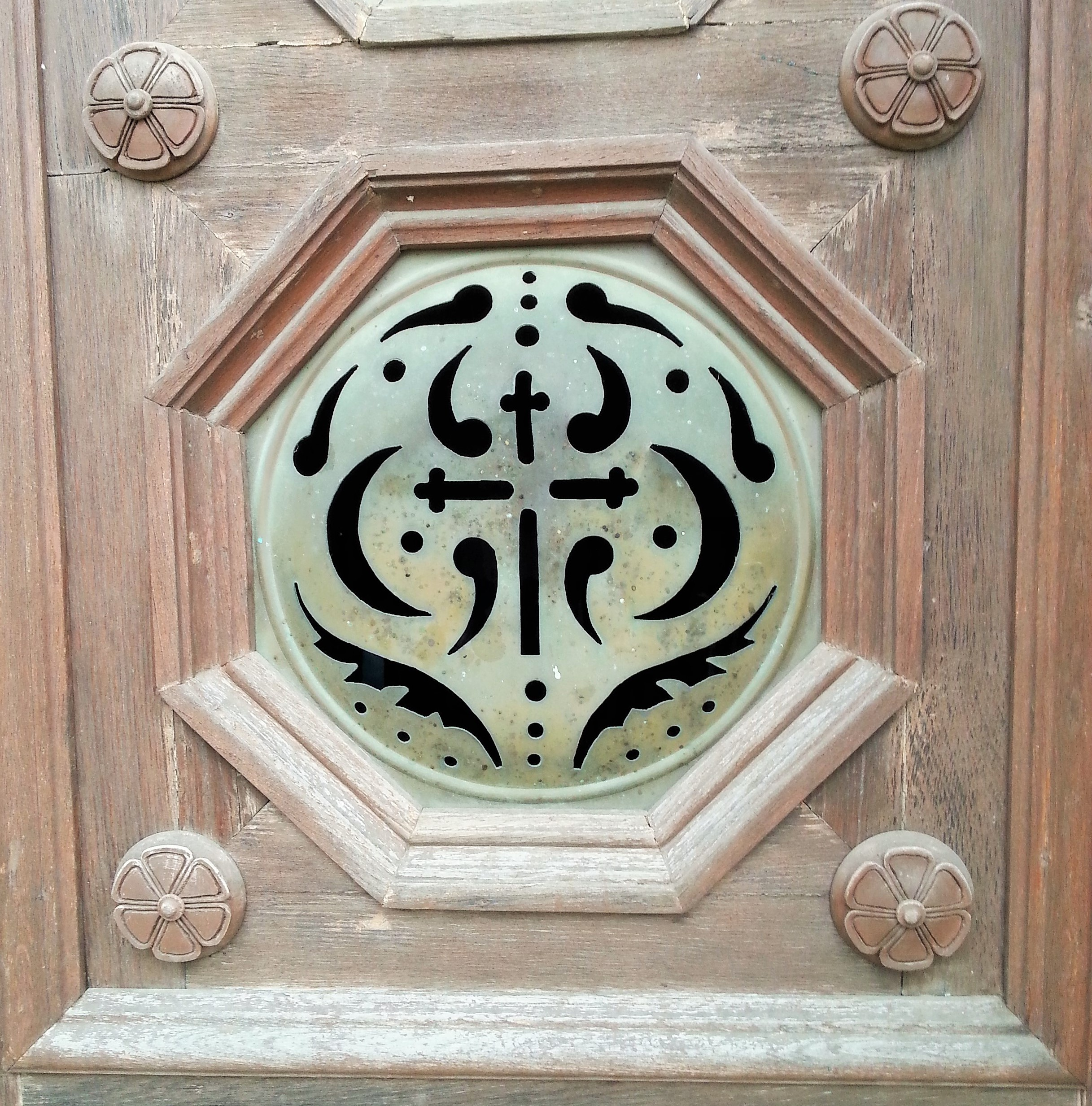
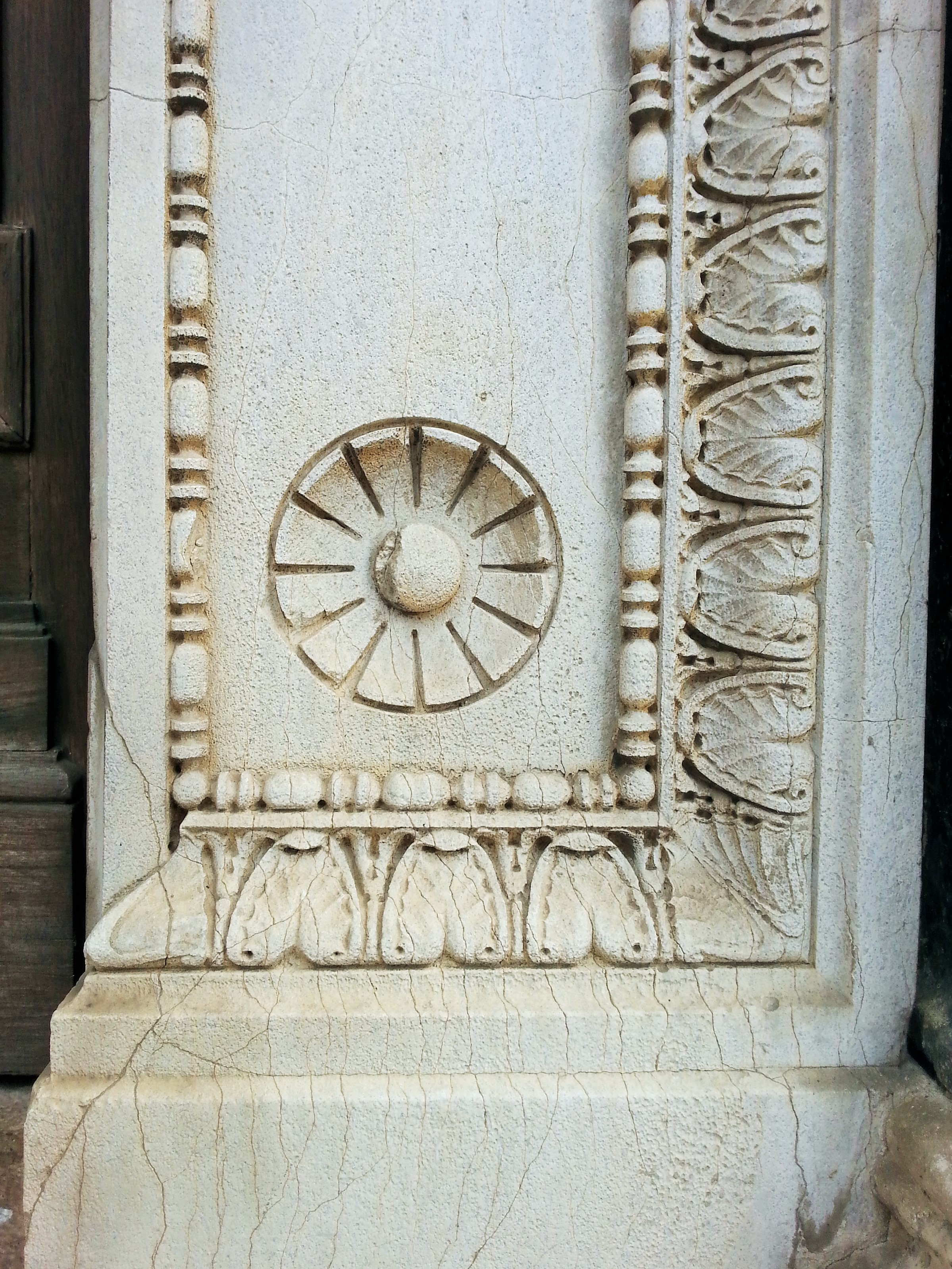
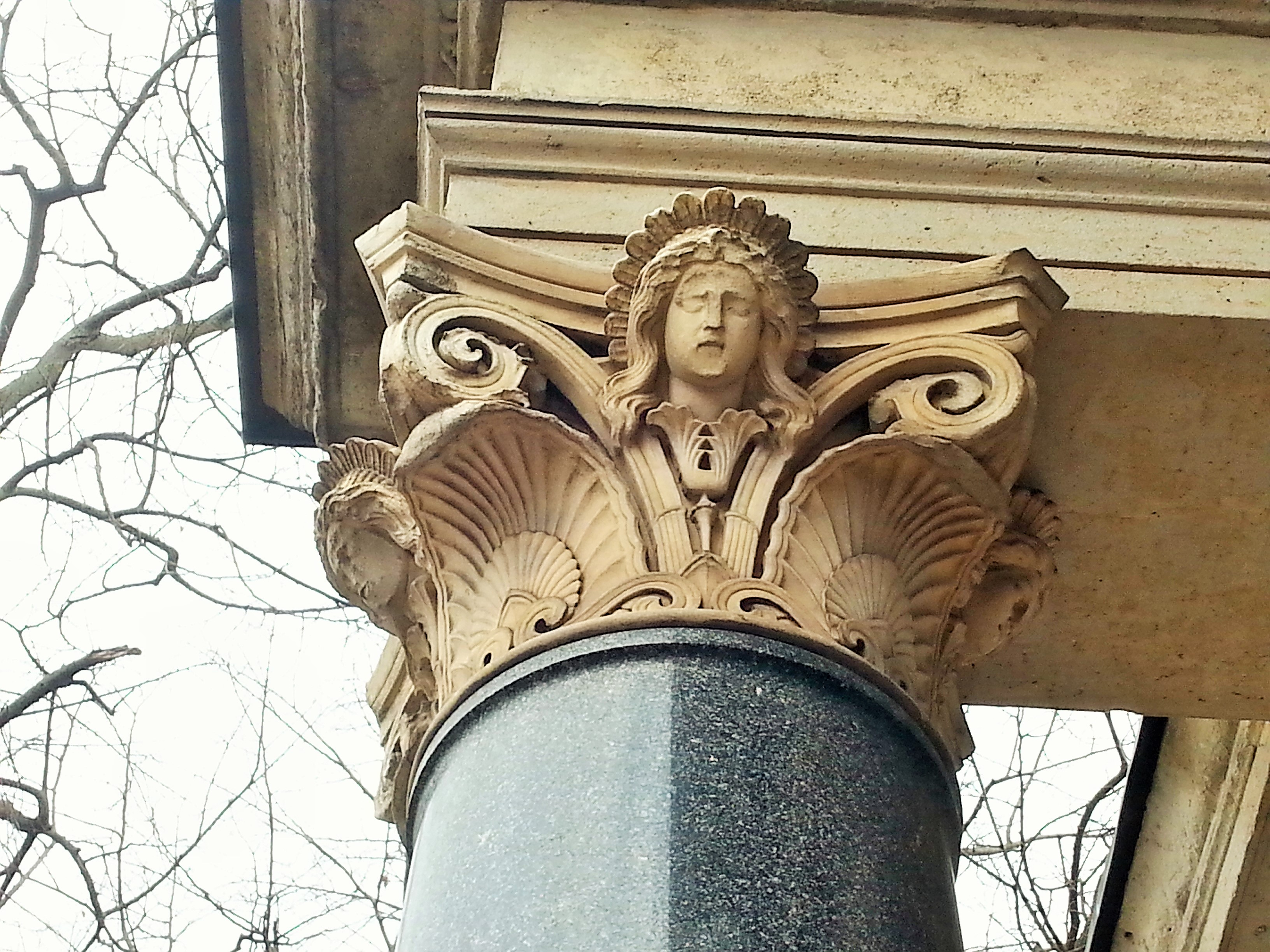
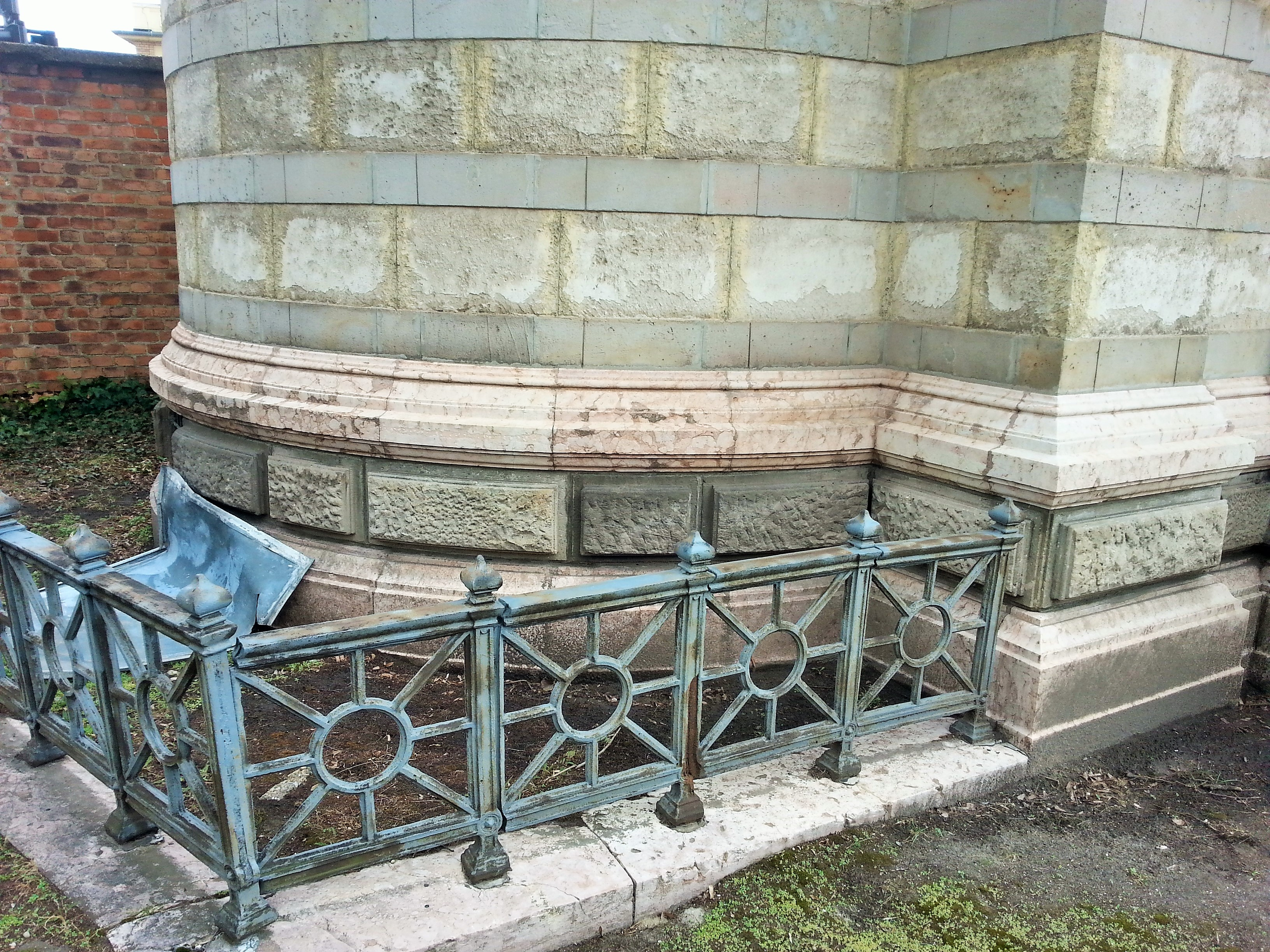
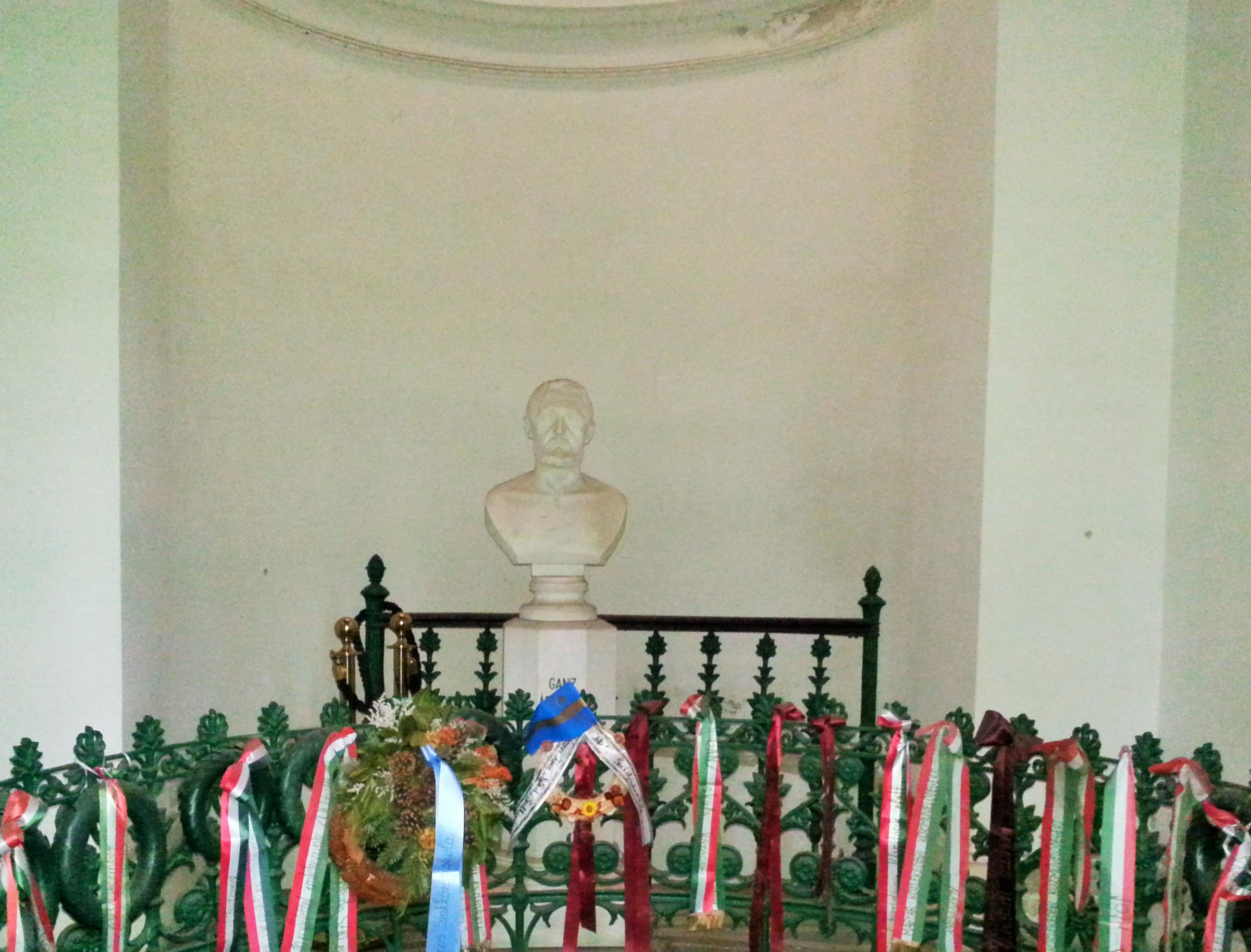
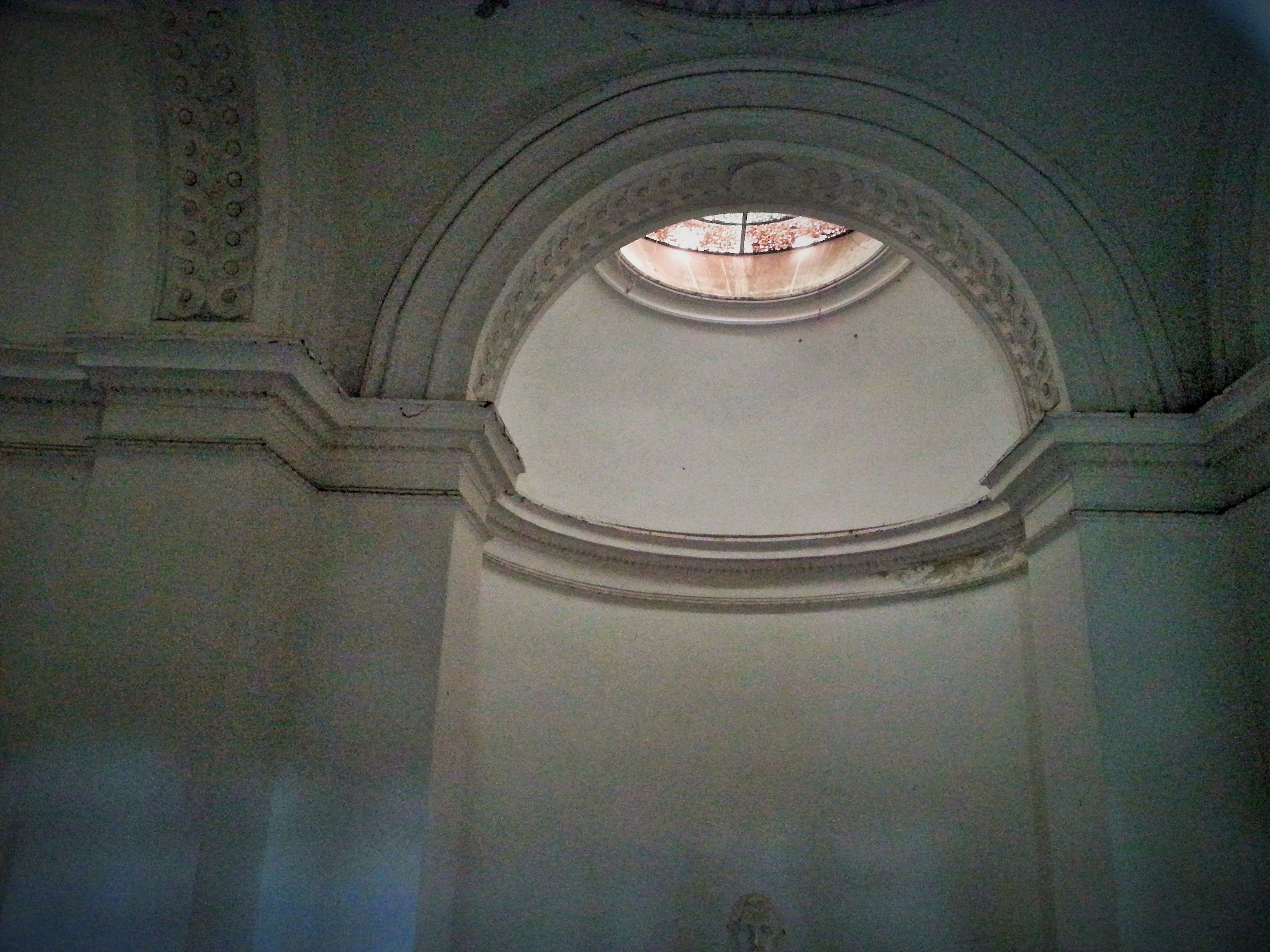

## Egyéb hivatkozások
- Vizler Imre fényképei. fszek.hu. (Hozzáférés: 2022. február 22.)